# The Flatliners
The Flatliners sind eine kanadische Punk-Rock-Band, die 2002 in Toronto gegründet wurde.

## Geschichte
2002 gegründet, spielten die vier Kanadier anfangs einige lokale Shows und produzierten sogleich ihr erstes Demo, welches es schon zu Airplay auf lokalen Radiosendern schaffte. Es wurden weiter Shows in Kanada gespielt und zu einigen Samplern Songs beigesteuert, bevor 2005 ihr Debütalbum Destroy to Create auf Stomp Records erschien. Der musikalische Stil orientierte sich auf dem Debüt noch am Ska-Punk, wie ihn vor allem Operation Ivy Ende der 1980er geprägt hatten. Später wurden sie von Fat Wreck Chords, dem kalifornischen Punk-Rock-Label von NOFX-Sänger und Bassist Fat Mike, unter Vertrag genommen, wo 2007 auch ihr zweites Studioalbum The Great Awake auf den Markt kam. Das Album markierte einen Stilwechsel hin zu geradlinigerem Punkrock mit nur noch vereinzelten Einflüssen des Ska. Fortan waren sie auf Tour, unter anderem mit einigen Punk-Rock-Größen wie Bad Religion, NOFX und Dropkick Murphys. Im Herbst 2009 erschien die 3-Song-7"-EP Cynics auf Fat Wreck Chords. Ihre dritte Full-Length-Studioveröffentlichung Cavalcade wurde am 13. April ebenfalls auf Fat Wreck Chords veröffentlicht. Die Band spielt, nach einer ausgedehnten Europatour, im Juni und Juli 2010 im Rahmen der Warped Tour zahlreiche Konzerte in den USA bzw. Kanada. Am 28. September 2010 wurde eine weitere 3-Song-7"-EP mit dem Namen Monumental veröffentlicht, die neben dem namensgebenden Track, der bereits auf Cavalcade zu hören war, zwei unveröffentlichte Songs aus den Cavalcade-Recordingsessions enthält.

## Diskografie

### Alben
- 2005 Destroy to Create (Stomp Records)
- 2007 The Great Awake (Fat Wreck Chords)
- 2010 Cavalcade (Fat Wreck Chords)
- 2013 Dead Language (New Damage Records)
- 2015 Division of Spoils (Fat Wreck Chords)
- 2016 Inviting Light (Rise Records)

### EPs und Singles
- 2002 Demo
- 2009 Cynics 7" (Fat Wreck Chords)
- 2010 Monumental 7" (Fat Wreck Chords)
- 2011 Count Your Bruises 7" (Fat Wreck Chords)
- 2018 The Arousal of Despair 7" (Dine Alone Records)

### Split-Veröffentlichungen
- 2009 Split 7" mit The Snips (Paper and Plastick)
- 2011 Under the Influence Vol. 16 Split 7" mit Dead to Me (Suburban Home)
- 2011 Split 7" mit ASTPAI (Laserlife Records)

### Kompilationen
- 2003 Who Said Ska's Dead?
- 2005 Like Nobodies Business (Spill Your Guts)
- 2006 Like Nobodies Business II (...And the World Files For Chapter 11)
- 2007 Ska Is Dead 3 (Open Hearts and Bloody Grins), Stomp Records
- 2008 All Aboard: A Tribute to Johnny Cash (Cry, Cry, Cry), Anchorless Records
- 2009 Warped Tour 2009 Tour Compilation (Eulogy), SideOneDummy
- 2009 Wrecktrospective (Eulogy (Demo Version)), Fat Wreck Chords
- 2013 The Songs of Tony Sly: A Tribute (Fireball), Fat Wreck Chords